# 抚河
抚河是中华人民共和国江西省东部的一条河流，注入鄱阳湖，因主要流经抚州而得名。古代又称盱水、盱江、建昌江、武阳水和汝水。抚河曾经是注入南昌滕王阁处的赣江的，现在南昌老城区西侧的抚河，青云谱区西侧的象湖以及南昌县的冈上镇、东新乡、富山乡境内的抚河故道就是当时抚河注入赣江的大致位置。

## 水系
抚河发源于海拔991公尺的广昌县驿前镇血木岭灵华峰，源头名为龙井河， 与石城县、宁都县相邻，上游由千善港、长桥水、古竹港、尖峰港、头陂港、石梁港、塘坊港等小支流汇合而成。向东北流经广昌县，再北流至南城县，称为盱江，出南城后，盱江成为抚州市临川区与金溪县的界河，在抚州市下源村附近纳入宜黄水和宝塘水之后称为抚河:94。经丰城市、进贤县、南昌县之后分为两支。右支入青岚湖，左支流入金溪湖之后向北流经余干县，分两支汇入鄱阳湖。
主要支流有：上游的长桥水、青铜港、瞿溪河、密港水、石咀水、九剧水、沧浪水等。中游的黎滩河、龙安水、茶亭水、桐埠水、金溪水、崇仁河、宜黄水:94-95。

## 水文
全长349公里，流域面积1.58万平方公里。多年平均流量483立方米/秒。
目前流域内有大型水库2座：干流上的廖坊水库、支流黎滩河上的洪门水库。